# Уилсон, Чарльз Пламптон
Чарльз Пла́мптон Уи́лсон (англ. Charles Plumpton Wilson; 12 мая 1859 — 9 марта 1938) — английский футболист, крикетист и регбист. Выступал за футбольные клубы «Хендон», «Кэжуалз» и «Коринтиан», за регбийный и крикетный клуб «Кембридж Юниверсити», а также за футбольную сборную Англии и регбийную сборную Англии.

## Семья и образование
Родился в Ройдоне (графство Норфолк) в семье преподобного Пламптона Стравенсона Уилсона. Его сестра Мэри была матерью архиепископа Кентерберийского Майкла Рэмзи.
Чарльз окончил Аппингемскую школу (Аппингем, Ратленд) и Колледж Марлборо (Марлборо, Уилтшир). В Марлборо выступал за крикетную (1876—1877) и футбольную (1876) команды.
Поступил в Тринити-колледж Кембриджского университета, где выступал за различные спортивные команды. В 1879 году представлял Кембридж в велосипедной гонке на 25 миль против команды Оксфордского университета. В 1877 по 1880 год выступал за регбийную команду Кембриджа, с 1880 по 1881 год — за его крикетную команду.
После окончания Кембриджа работал помощником директора в школе Элстри (Хартфордшир) с 1881 по 1898 год. В 1898 году основал школу Сандройд (Sandroyd School) в Кобеме (Суррей), где был директором с 1898 по 1920 год.

## Спортивная карьера

### Регби
В 1877 году Уилсон был приглашён в регбийный клуб «Кембридж Юниверсити». В 1880 году стал капитаном университетской команды по регби.
19 февраля 1881 года провёл свой единственный матч за регбийную сборную Англии: это была игра против сборной Уэльса на «Ричардсонс Филд» в Блэкхите (Лондон). В той игре Англия одержала победу со счётом 30:0.

### Крикет
Уилсон выступал за «Кембридж Юниверсити» с 1880 по 1881 год, сыграв за него 10 матчей.
Также играл за крикетные клубы графств Линкольншир (1880) и Норфолк (1881—1884).

### Футбол
Во время работы в школе Элстри Уилсон играл за футбольный клуб «Хендон». Принял участие в матчах Кубка Англии, включая матчи сезона 1883/84, в котором «Хендон» обыграл финалиста предыдущего сезона «Олд Итонианс» в первом раунде 10 ноября 1883 года. Также сыграл за любительский клуб «Коринтиан» в игре против «Кембридж Юниверсити» 21 ноября 1883 года и за клуб «Кэжэуалз».
15 марта 1884 года дебютировал в составе футбольной сборной Англии в матче Домашнего чемпионата Великобритании против сборной Шотландии на стадионе «Кэткин Парк» в Глазго, в которой шотландцы победили со счётом 1:0. Два дня спустя провёл свой второй (и последний) матч за сборную Англии: это была игра против сборной Уэльса на стадионе «Рейскорс Граунд» в Рексем, в которой англичане выиграли со счётом 4:0.
Чарльз Пламптон Уилсон является одним из трёх человек, которые выступали за сборные Англии и по футболу, и по регби. Ещё двумя людьми, которым удалось такое достижение, являются Редж Беркетт и Джон Уилли Сатклифф.
Брат Чарльза, Джеффри Пламптон Уилсон, также был футболистом и провёл две игры за сборную Англии в 1900 году.